# Берінь
Берінь, Беріні (рум. Berini) — село у повіті Тіміш в Румунії. Входить до складу комуни Сакошу-Турческ.
Село розташоване на відстані 388 км на захід від Бухареста, 25 км на південний схід від Тімішоари.

## Населення
За даними перепису населення 2002 року у селі проживали 527 осіб.
Національний склад населення села:
| Національність | Кількість осіб | Відсоток |
| -------------- | -------------- | -------- |
| румуни         | 396            | 75,1%    |
| цигани         | 129            | 24,5%    |

Рідною мовою назвали:
| Мова      | Кількість осіб | Відсоток |
| --------- | -------------- | -------- |
| румунська | 397            | 75,3%    |
| циганська | 129            | 24,5%    |